# Sukarno
Sukarno (ili Soekarno) (Surabaya, 6. lipnja 1901. – Jakarta, 21. lipnja 1970.), indonezijski političar i državnik, jedan od osnivača Pokreta nesvrstanih.

## Životopis

### Pod kolonijalnom vlašću
Rodio se kao sin javanskog učitelja i njegove žene s otoka Bali. Kao mladog revolucionara, često su ga zatvarale kolonijalne vlasti. Tijekom studiranja u Bandungu, Sukarno je osnivač (1927.) i predsjednik Nacionalne stranke Indonezije (Partai Nasional Indonesia, akronim PNI) koja se zalagala za neovisnost. Nizozemska kolonijalna uprava uhitila ga je 1929. godine te je proveo dvije godine u zatvoru. Sukarno je za vrijeme svog boravka u zatvoru među narodom stekao status nacionalnog junaka. Godine 1932. osnovao je Indonezijsku stranku (Partai Indonesia ili Partindo) koja je bila različita od Nacionalne stranke Indonezije. Nakon pokušaja da se pomire dvije stranke uspostaviti jednu ujedinjenu nacionalistički front, Sukarno se odlučio da postane šef Partinda 28. srpnja iste godine. Tijekom 1930-ih godina nekoliko puta je bio u zatvoru, a potom od kraja 1933. godine je proveo u egzilu bez suđenja na Sumatri kao i 1942. godine kada je japanski imperij okupirao otočje.

### Drugi svjetski rat i revolucija
Tijekom Drugog svjetskog rata Sukarno je surađivao s Japancima jer je smatrao da će, s njihovom pomoći, doći do cilja kojem je težio - neovisne Indonezije. Imamura je bio jedan od najuglednijih časnika japanske kopnene vojske. Ne samo da je na početku rata brzo i okretno zauzeo sav otok Javu, nego je poslije uveo red u Nizozemskoj Istočnoj Indiji, uporabivši za to sasvim male snage. Njegovi liberalni postupci izazvali su, međutim, tako žestoku kritiku moćnih i uplivnih snaga u Glavnom stožeru, da je neko vrijeme bila u pitanju njegova daljnja karijera.
Jedan od prvih poteza kojima je Imamura započeo okupaciju bilo je puštanje iz zatvora Ahmeda Sukarna, koji je u dobu nizozemskoga kolonijalnog režima bio najutjecajniji revolucionarni vođa u Nizozemskoj Istočnoj Indiji. Sukarna su doveli iz samice ravno u Imamurinu službenu rezidenciju, elegantnu zgradu u kojoj je još kratko vrijeme prije toga stanovao nizozemski kolonijalni namjesnik. "Znam da vi niste čovjek koji sluša bilo čija naređenja", rekao je Imamura. "Zato ih od mene nećete dobivati. Čak vam neću savjetovati što činiti. Ali, mislim da vam mogu obećati da će Indonežanima biti pod našom okupacijom bolje potrude li se i nauče naš jezik. Sve ostalo u vezi s okupacijom ovisi o japanskoj vladi. Drugim riječima, budući da o tome ne mogu odlučivati ja nego oni, ne mogu vam obećati da ćete dobiti neovisnost".
Osim što je među svojim sunarodnjacima promicao učenje japanskog jezika i pomogao organizirati nastavu, Sukarno je pomogao u stvaranju odbora u kojemu se nalazilo 15 Indonežana i 5 Japanaca, i koji je imao zadatak primiti pritužbe građana. Prigovori Imamurinu liberalizmu došli su brzo do ušiju njegova neposrednog starješine, generala Teraučija u Sajgonu, koji ih je odmah proslijedio u Tokio. Malo kasnije iz Tokija su u Bataviju (današnju Jakartu) doputovali generali Akira Muto i Kiođi Tominaga koje je poslalo Ministarstvo rata ispitati pritužbe protiv Imamure. Imamura je veoma odlučno i agresivno branio svoju okupacijsku politiku. "Ja zapravo samo izvršavam careve direktive", rekao je. "Ako ustanovite da ne valja moja uprava, smijenite me, ali vas molim to ne učiniti dok ne proučite njene ishode!" Inspektore je zapanjilo ono što su vidjeli, pa su u izvješću Tođu i načelniku Glavnog stožera Sugijami preporučili Imamuri dati slobodne ruke.
U Indonezijskoj nacionalnoj revoluciji koja je slijedila nakon japanskog povlačenja Sukarno je, nakon trogodišnjih krvavih borbi s nizozemskim snagama, potpisao primirje krajem 1947. godine. U prosincu 1948. godine Nizozemci su pokrenuli vojnu ofenzivu i ponovo osvojili većinu zemlje. Krajem 1949. godine pod pritiskom Vijeća sigurnosti UN-a, na pregovorima u Den Haagu Nizozemska je priznala suverenitet Indonezije koji je stupio na snagu 27. prosinca iste godine.

### Neovisna Indonezija
Bio je prvi predsjednik Indonezije od 1945. do 1966. godine. Zaslužan je stvaranje indonezijske neovisnosti od Nizozemske i u skladu s time zvan i "Otac nacije". Na temelju "pet principa" (nacionalizam, internacionalizam, demokracija, blagostanje, vjera u Boga) držao je višeotočnu republiku zajedno koju je nastojao provesti preuzimajući i mjesto premijera 1959. godine. Iako se načelno zalagao za demokraciju, Sukarno je bio autokrat i diktator. Jedan je od organizatora Konferencije afro-azijskih zemalja u Bandungu 1955. godine te jedan od pet osnivača pokreta nesvrstanosti (Nehru, Nasser, Tito, Kwame Nkrumah, Sukarno).
Vlastiti položaj na čelu države nastojao je učvrstiti autoritarnim jačanjem ovlasti, provođenjem nacionalističke ideologije, okupacijom susjednih područja (zapad Nove Gvineje) i sukobljivanjem s Malezijom. Proglasio se doživotnim predsjednikom 1963. godine. S vlasti je svrgnut pučem 1966. godine. Predvodnik puča bio je general-bojnik Suharto. U ožujku 1967. godine bio je lišen položaja predsjednika države i stavljen u kućni pritvor u kojem je ostao do smrti 1970. godine.
Peta predsjednica Indonezije (2001. – 2004.) Megawati Sukarnoputri je njegova kćer.

## Vanjske poveznice
|  | Zajednički poslužitelj ima još gradiva o temi Sukarno |